# Фолія
Фо́лія, також фолі́я (порт. folia, ісп. folía, італ. follia) — танець іспансько-португальського походження, від мотиву якого походить одна з найбільш ранніх відомих в Європі музичних тем, основа численних варіацій. Тема побудована на повторенні гармонічного звороту (остинато). Гармонічне остинато фолії стало основою багатьох творів професійних композиторів, особливо популярно воно було в другій половині XVI–XVIII століттях. 

## Історія

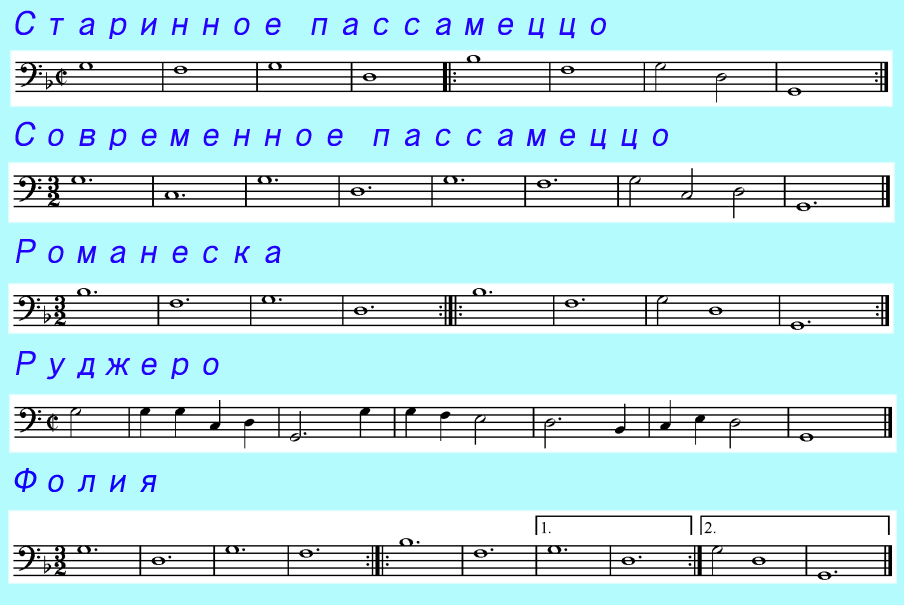
П'ять стандартних остинатних ліній, широко використовувалися для варіацій танцювальної музики в XVI столітті, до появи усталених мелодій

Спочатку фолія була карнавальним «потішним» танцем, подібно до морески. Супроводжувався грою на кастаньетах, брязкальцях та інших шумових інструментах. Його виконували чоловіки, переодягнені на жінок, які поводились гамірно та розв'язано (звідси і назва танцю, порт. folia — пристрасть, безрозсудливість, подвійна гра).
Саме слово «фолія» вперше зустрічається у португальського драматурга Жила Вінсенте в п'єсі на релігійну тему «Auto de la Sibilla Cassandra» («Акт Сивіли Кассандри»), написаної кастильскою іспанською у 1503 році чи то 1513 році, у ній фолія згадується як «танець пастухів».
1490 роком датується нотний запис вільянсіко «Родріго Мартінес» (Rodrigo Martinez), що фіксує ранню, чи не первісну мелодико-гармонійну формулу фолії. Дане вільянсіко невідомого автора увійшло у так званий «Палацовий пісенник» (Cancionero de Palacio) — збірку вільянсіко, романсів та танців, що складалася протягом сорока років (між 1474 і 1516 роками) при дворі Ізабелли Кастильскої та Фердинанда Арагонського. Голландська дослідниця-ентузіаст Ваніта Резида (Wanita Resida) стверджує, що вільянсіко іншого автора, Франсиско де ла Торре, відповідне гармонійному строю фолії, могло потрапити в цей збірник на пару років раніше, ніж «Родріго Мартінес».
Мелодико-гармонійні формули, що були структурним каркасом фолії, в той час фігурують також під назвами «павани», «арії» і т. п. Подібна до фолії романеска (також часто називається «співочою арією» - aria per cantar) і «старовинне пассамеццо». Одну з таких моделей наводить Дієго Ортіс в «Трактаті про орнаментації на клаузули» (Trattado de glosas sobre clausulas y otros generos de puntos en la musica de violones, 1553 рік), також не називаючи її фоліею.
Перші зразки мелодії, що безпосередньо називались «фолія» дійшли від Франсісіко Салінасу. У трактаті «Сім книг про музику» (De musica libri septem), опублікованому в Саламанці в 1577 році, він називає фолію «португальським танцем» і наводить два варіанти мелодії.
Рукопис 1593 року «Букет квітів або зібрання різних цікавих речей» (Мадрид, Національна бібліотека) поряд з анонімними варіаціями на фолію (Cuatro differencias de folias) наводяться й «Десять варіацій на фолію», у яких вказано автора — Хуан Андрес де Мендоса, «ідальго з Уеска, майстерний в співі, грі й танці».
В кінці XVI — початку XVII ст. фолія була популярна не тільки в Португалії, Іспанії, але й в інших країнах Західної Європи як танець любовного змісту, що супроводжувався грою на гітарі. Музичний розмір 3/4.
На думку американського музикознавця Річарда Хадсона (Richard Hudson) фолії можуть бути умовно поділені на ранні (записані до останньої чверті XVII століття) та пізні.
Музика ранніх фолій швидка і темпераментна, з переважанням мажору. Пізніше фолія наблизилася до сарабанди, мажор змінив мінор, темп уповільнився.

### Фолія у композиторів XVII–XX століть
З 2-ї половини XVII століття творчість фолій виходить за межі Піренейського півострова. Наступні три з половиною століття до теми фолії зверталися понад 150 європейських композиторів.
У 1685 році в Лондоні в збірнику «The Division Violin» англійської видавця Джона Плейфорда вперше в Англії надруковано нотний запис варіацій на фолію, що її названо в змісті як «граунд Фаронелля» — за (злегка видозміненому) іменем французького композитора Мішеля Фарінеля, придворного музиканта англійського короля Карла II.
У 1700 році в Римі виходить Опус №5 Кореллі, де остання 12-та соната це 23 скрипкові варіації на фолію, які згодом оброблялася багатьма композиторами, в тому числі Лістом і Рахманіновим.
У 1705 році у Венеції опубліковано скрипковий Опус №1 Вівальді, де остання 12-та соната «Фолія» завдяки своїй гармонійній формулі стає популярною в епоху бароко.
У 1706 році нотний запис «граунд Фаронелля» було опубліковано без вказівки авторства в Лондоні в першій частині збірника «The Division Flute» ще одним великим музичним видавцем Англії Джоном Уолшем.
У 1815 році виходить один з найкращих оркестрових творів Сальєрі — «26 варіацій на тему Іспанської фолії» (італ. Variazioni sull’aria La Follia di Spagna Variazioni sull'aria La Follia di Spagna), яке пов'язує цю варіаційну форму з музикою епохи класицизму.
Окремі приклади варіації на фолію створені у XIX–XX століттях, Такі як, наприклад, перша фраза рефрену 3-й частині 6-го концерту Паганіні, «Варіації на тему Кореллі» С. В. Рахманінова, А також сучасні аранжування Карла Дженкінса (Karl Jenkins — La Folia).

### Твори, де слово «фолія» є у назві
Визначено музикознавцями
- 1490 рік, невідомий автор зі збірки « Палацовий пісняр » (Cancionero de Palacio) - Rodrigo Martinez
- бл. 1490 року, Франсіско де ла Торре (Francisco de la Torre) - Dime, triste coraçón
- 1536 рік, Луїс де Мілан (Luys de Milán) - Pavana # 1
- 1546 рік, Мударра, Алонсо (Alonso Mudarra) - Pavana III і Fantasía X
- 1547 рік, Енрікес де Вальдеррáбано (Enríquez de Valderrábano) - Cuatro diferencias sobre la Pavana
- 1553 рік, Ортіс, Дієго (Diego Ortiz) - Recercada Ottava
- 1557 рік, Антоніо де Кабесон (Antonio de Cabezón) - Para quien crié yo cabellos і Pavana con su glosa
- 1685 рік, Мішель Фарінель (Michel Farinel) - Farinel's ground (Folia) (скрипка), бароко

Сумнівні 
- 1615 рік, Фрескобальді, Джироламо (Girolamo Frescobaldi) - Partite sopra Folia (орган), бароко [11]

Є в назві, наданій авторами
- 1577 рік, Франсиско де Салінас (Francisco de Salinas) - De Musica libri septem
- 1593 рік, Хуан Андрес де Мендоса (Juan Andrés de Mendoza) - Diez diferencias de folias (віуела)
- 1604 рік, Капсбергер, Джованні Джіроламо (Giovanni Girolamo Kapsperger) - 19 Partite sulla Folia ( китаррон ), бароко
- 1623 рік, Алессандро Піччиніні (Alessandro Piccinini) - Partite variate sopra la folia (китаррон), бароко
- близько 1650 року Фальконьері, Андреа (Andrea Falconieri) - Folias ( версія 1, скрипка, і версія 2, скрипка з гітарою), епоха раннього бароко
- 1672 рік, Жан Батіст Люллі (Jean-Baptiste Lully) - Les Folies D 'Espagne ( квартет гобоя ), бароко
- 1674-1675 роки, Gaspar Sanz - Folias (гітара), бароко
- 1677 рік, Lucas Ruiz de Ribayaz - Folias (арфа), бароко
- 1689 рік, Жан-Анрі д'Англебер (Jean-Henry D'Anglebert) - Folies d'Espagne (клавесин), бароко
- не раніше 1695, Кабанільес, Хуан (Juan Bautista Cabanilles) - Diferencias de Folias (клавесин), бароко
- 1700 рік, Арканджело Кореллі (Arcangelo Corelli) - La Folia for violin and piano (скрипка і фортепіано), бароко
- 1700-і роки, невідомий (Лондон) - La Follia (адаптація фолії Кореллі для флейти ), бароко
- 1700-і роки, невідомий (Німеччина) - La Follia (адаптація фолії Кореллі для віоли да гамба), бароко
- 1701 рік, Tomaso Antonio Vitali - Follia (флейта, клавесин), бароко
- 1701 рік, Маре, Марен (Marin Marais) - Folies d`Espagne (віола да гамба, в автентичному виконанні Жорді Савален ), бароко
- 1702 рік, Пасквіні, Бернардо (Bernardo Pasquini) - Partite diverse di Follia in re (клавесин), бароко
- 1705 рік, Вівальді, Антоніо (Antonio Vivaldi) - Sonata №12 in D Minor RV63 op1 (скрипка), бароко
- 1706 рік, Альбікастро, Джованні Енріко (Henrico Albicastro) - La Follia (скрипка), бароко
- 1709 рік, Мартін-і-Коль, Антоніо (Antonio Martin y Coll) - Diferencias sobre las folias (віола да гамба, арфа, гітара, кастаньєти ), бароко
- 1709 рік, Giovanni Reali - Folia (скрипка), бароко
- 1710 рік, Скарлатті, Алессандро (Alessandro Scarlatti) - Folia (орган), бароко
- 1720 рік, Paolo Benedetto Bellinzani - La Folia (флейта з клавесином або віолончеллю), бароко
- 1722 рік, Куперен, Франсуа (François Couperin) - Les Folies Francoises (клавесин), бароко
- 1726-1727 роки, Джемініані, Франческо (Francesco Geminiani) - La Folia (скрипка), бароко
- 1730 рік, Сантьяго де Мурсія (Santiago de Murcia) - Folias Italianas (гітара), бароко
- 1730 рік, François Le Cocq - Folies d'Espagne (гітара), бароко
- 1778 рік, Бах, Карл Філіпп Емануель (Carl Philip Emanuel Bach) - les Folies d'Espagne (клавесин), класицизм
- 1799 рік, Francesco Petrini - Les Folies d'Espagne (арфа), класицизм
- 1814 рік, Джуліані, Мауро (Mauro Giuliani) - Variazioni sul tema della Follia di Spagna (гітара), класицизм
- 1815 рік, Сальєрі, Антоніо (Antonio Salieri) - Variazioni sull'aria La Follia di Spagna (оркестровка), класицизм
- 1826 рік, Франсуа де Фосса (François de Fossa) - Les Folies d'Espagne (гітара), класицизм
- 1830 рік, Сор, Фернандо (Fernando Sor) - Folies d'Espagne (гітара), класицизм